# علية الجعار
علية الجعار (17 أكتوبر 1935 ـ 2003) شاعرة مصرية.

## مولدها ونشأتها
ولدت علية محمد أحمد الجعار 17 أكتوبر 1935 في مدينة طنطا، ونشأت بها، وتعلمت في مدارسها. التحقت بمدرسة الأمريكان، لكنها في الوقت ذاته كانت تذهب إلى الكُتاب لحفظ القرآن الكريم، ولما أنهت دراستها الثانوية التحقت بكلية الحقوق، وتخرجت فيها سنة 1960م. كان لوالدها دور كبير في حياتها؛ فقد كان شاعرًا، وكان يهتم بتعليمها الأدب ويشتري لها الكتب، فقد ساعدها على تعلم قواعد اللغة العربية ومدارستها، وحفظت كتب الأدب، كما كان ذا نزعة إسلامية؛ فغرس فيها حب الإسلام، ودفعها إلى توظيف الشعر والأدب للدعوة والدفاع عن الإسلام.

## عملها
بعد تخرجها؛ عملت بالصحافة أولاً، ثم المحاماة، ثم عملت بالشؤون القانونية بالتليفزيون، وتدرجت في المناصب حتى وصلت إلى منصب مستشارة رئيس اتحاد الإذاعة والتليفزيون.

## عضوية الجمعيات الأدبية والدينية
كانت علية الجعار عضوًا بكل من:
- مجلس إدارة جمعية المؤلفين والملحنين
- مجلس إدارة اتحاد الكتاب
- نقابة المحامين
- المجلس الأعلى للشؤون الإسلامية
- اللجنة الثقافية بدار الأوبرا
- نادي القصيد

### قالوا عنها
1. د. علي صبح - عميد كلية اللغة العربية السابق -: كانت الشاعرة الراحلة الصورة الحية الصادقة التي تعبر عن قيم الإسلام ومبادئه، وكانت سببًا رئيسًا وراء انعقاد مؤتمر الأديبات المسلمات بالقاهرة قبل وفاتها بثلاث سنوات.

1. د. صلاح الدين عبد التواب - أستاذ الأدب والنقد -: لم تكن الشاعرة من ذلك الفريق الذي عاش حياته لنفسه، بل لهموم أمتها.
2. الإعلامية كريمان حمزة: شاءت الأقدار أن تجمعنا في الحج، ووجدتها تقف أمام قبر النبي  وتبكي وتسلم عليه بأبيات من الشعر، وبلغت بعد ذلك العلا بدواوينها الشعرية.

1. د. عبد الحليم عويس: أثني على ثبات الشاعرة على الحق رغم أنها ظهرت في فترة الستينيات التي علت فيها الأيديولوجيات المهاجمة للإسلام، واضطهد فيها الإسلاميون.

ففي هذا المناخ كانت عليّة الجعار تعمل في التليفزيون، الذي يحاسب المرء فيه على ملابسه وعواطفه وكلامه، إلا أنها كانت لا تخشى إلا الله؛ فحفظها الله، وظلت مجاهدة رغم مرضها، ففعلت ما لم يفعله الرجال.

## كتاباتها

### دواوينها الشعرية
- إني أحب (1968)
- أتحدى بهواك الدنيا (1977)
- غريب أنت يا قلبي (1983)
- ابنة الإسلام (1987)

### كتاباتها للإذاعة والتلفزيون
ألفت علية الجعار الكثير من الأغاني الإذاعية، كما كتبت السهرات التلفزيونية في المناسبات الدينية، والتمثيليات المستمدة من التاريخ الإسلامي والسيرة النبوية وسير الصحابة.

## حضورها للمؤتمرات
مثلت علية الجعار مصر في مؤتمرات المحامين العرب، وفي مهرجان المربد الشعري لعدة سنوات.

## الجوائز
- الجامعية المثالية لجامعة القاهرة
- ميدالية المسرح الجامعي
- جائزة عبد العزيز سعود البابطين للإبداع الشعري - فرع أفضل قصيدة (1990)[1]